# Златко Папец
Златко Папец (Загреб, 17. јануар 1934 — Сплит, 3. фебруар 2013) био је југословенски и хрватски фудбалер, освајач сребрне медаље на Летњим олимпијским играма 1956. године.

## Каријера
Каријеру је започео у Локомотиви, као лево крило, у време када је клуб био редовни члан првенства Југославије у фудбалу. 1956. године придружио се Хајдуку и играо до 1964. године. У том периоду одиграо је 366 утакмица и постигао 167 голова. 1964. године отишао је у иностранство и придружио се немачком Фрајбургу, одиграо је 130 утакмица у четири сезоне. 1968. године вратио се у Југославију и накратко се придружио Ријеци. После играчке каријере бавио се тренерским послом (Марибор и РНК Сплит).
Награђен је од фудбалског савеза Хрватске 1994. године Трофејом подмлатка.
| Такмичења         | Наступи | Голови |
| ----------------- | ------- | ------ |
| Првенство         | 176     | 51     |
| Куп               | 23      | 6      |
| Суперкуп          | 0       | 0      |
| Међународне       | 2       | 2      |
| Сплитски подсавез | 0       | 0      |
| Укупно            | 201     | 59     |
| Пријатељске       | 165     | 108    |
| Свеукупно         | 366     | 167    |